# Carey (Ohio)
Carey es una villa ubicada en el condado de Wyandot en el estado estadounidense de Ohio. En el Censo de 2010 tenía una población de 3674 habitantes y una densidad poblacional de 715,35 personas por km².

## Geografía
Según la Oficina del Censo de los Estados Unidos, Carey tiene una superficie total de 5.14 km², de la cual 5.12 km² corresponden a tierra firme y (0.35%) 0.02 km² es agua.

## Demografía
Según el censo de 2010, había 3674 personas residiendo en Carey. La densidad de población era de 715,35 hab./km². De los 3674 habitantes, Carey estaba compuesto por el 96.22% blancos, el 0.19% eran afroamericanos, el 0.24% eran amerindios, el 1.61% eran asiáticos, el 0% eran isleños del Pacífico, el 0.71% eran de otras razas y el 1.03% pertenecían a dos o más razas. Del total de la población el 1.99% eran hispanos o latinos de cualquier raza.